# Talismania brachycephala
Talismania brachycephala är en fiskart som beskrevs av Sazonov, 1981. Talismania brachycephala ingår i släktet Talismania och familjen Alepocephalidae. Inga underarter finns listade i Catalogue of Life.